# 2012 في بلجيكا
فيما يلي قوائم الأحداث التي وقعت خلال عام 2012 في بلجيكا.

## أحداث
- 13 مارس - حادث تحطم باص ساير: وقوع حادث لحافلة تقل طلاب مدارس بلجيكيين وهولنديين في نفق بالقرب من مدينة ساير السويسرية ما أدى لمقتل 28 شخص وإصابة 24 آخرين.[1]
- 14 أكتوبر - إجراء الانتخابات البلدية والمحلية: كانت النتيجة في فالونيا استمرارًا للأحزاب المهيمنة على السياسة المحلية. أما في الفلاندر فاستمر التحالف الفلمنكي الجديد في نجاحه على المستوى المحلي وغدا من أكبر الأحزاب في العديد من البلديات.
- 27 أكتوبر - مقتل أربعة مواطنين بلجيكيين في حادث لحفالة بمدينة الكرك في الأردن.[2]

## سياسة

### انتهاء فترة المنصب
- 1 مارس – كاترين ديبول .

## رياضة
- 1 يناير – طواف فلاندرز 2012
- 23 مارس – إي ثري هاريل بيك 2012 الفائزون أوسكار فريري، برنارد إيسل، توم بونن.
- 25 مارس – غنت-وفلجم 2012 الفائزون توم بونن، بيتر ساجان، ماتي بريشيل.
- 22 أبريل – لييج-باستون-لييج 2012 الفائزون بيير رولان، إنريكو جاسباروتو، مكسيم لجلينسكاي، فينتشينزو نيبالي.
- 2 سبتمبر – جائزة بلجيكا الكبرى 2012 الفائز جنسن باتون.

## أفلام
من الأفلام التي صدرت هذه السنة في بلجيكا:
- 1 يناير – صدأ وعظم من إخراج جاك أوديار.
- 1 يناير – مغامرات سامي 2 من إخراج Vincent Kesteloot ‏، Ben Stassen [الإنجليزية]‏.
- 1 يناير – يا خيل الله من إخراج نبيل عيوش.
- 16 مارس – بحر تكساس الشمالي من إخراج Bavo Defurne  [لغات أخرى]‏.
- 11 مايو – الفنان من إخراج ميشيل هازنافيسيوس.
- 1 سبتمبر – الهجوم من إخراج زياد دويري.

## وفيات

### مايو
- 15 مايو – دومينيك رولان (مواليد 1913)